# Manzano
Manzano (friuli nyelven Manzan) település Olaszországban, Friuli-Venezia Giulia régióban, Udine megyében. Lakosainak száma 6310 fő (2023. január 1.). Manzano Buttrio, Pavia di Udine, San Giovanni al Natisone, Trivignano Udinese, Corno di Rosazzo és Premariacco községekkel határos.

## Népesség
A település népességének változása:
| Lakosok száma | 6424 | 6431 | 6310 |
|               | 2017 | 2018 | 2023 |